# 阿克娜山脈
阿克娜山脈（英語：Akna Montes）是一個金星上的山脈。中心座標68.9°N，318.2°E，長度830公里。

## 地理狀況
阿克娜山脈是一個南北走向的山脈區，是吉祥天高原的西側邊緣。吉祥天高原是因為大規模火山爆發而形成的，並且被周圍的山脈限制了範圍。吉祥天高原在山脈附近受到擠壓而變形，這代表在高原形成後有形成山脈的地質活動。